# Hejrede Vold
Hejrede Vold på Lolland er resterne af et forsvarsanlæg fra jernalderen. En tilsvarende vold ved Søholt menes at være en del af samme anlæg. Sammen med de store søer i området har voldene beskyttet et areal på ca. 5 km².
Begge volde er bygget på samme vis: en voldgrav og en jordvold, bygget af jorden fra voldgraven. Højden og bredden har varieret; voldgravene var 1-1,75 m dybe og omkring 7-8 m brede, mens voldene var 9-10 m brede og 1,5-3,5 m høje.
Den østlige vold, den egentlige Hejrede Vold, gik fra Hejrede Sø til Røgbølle Sø, en strækning på 1,3 km. I dag er de ca. 300 m nærmest Hejrede Sø bevaret og fredet. Landbruget har udjævnet resten ved at opfylde voldgraven med jorden fra volden.
Den vestlige vold ligger 3,5 km derfra, mellem Søndersø og Krønge Mose, som den gang var en del af Røgbølle Sø. Der er bevaret 115 m ud af oprindeligt 275 m. Den vestlige vold er ret beskadiget af en afvandingskanal fra før år 1800. Kanalen går stort set hvor voldgraven var.
Den vigtigste undersøgelse er en udgravning i 1995-96, foretaget af Lolland-Falsters Stiftsmuseum, der nu er under Museum Lolland-Falster i samarbejde med et beskæftigelsesprojekt. Arkæologerne var Karen Løkkegaard Poulsen (leder) og Kirsten Christensen. De udvalgte 17 felter, som blev udgravet.
Anlægget er vanskeligt at datere, fordi man ikke har fundet stolper eller lignende, som ville kunne tidsfæstes med dendrokronologi. Det bedste bud kommer ud fra nogle forkullede grene, som blev fundet i bunden af voldgraven. Disse grene kan kulstof-14 dateres til omkring 500-tallet. To potteskår er dateret med termoluminiscens til hhv. omkring 500-tallet og 700-tallet.